# Eremina desertorum
Eremina desertorum (anteriormente conocida como Helix desertorum) es una especie de caracol terrestre del género Eremina.  Es originaria de las regiones desérticas de Egipto e Israel. 
Un espécimen de Egipto que se creía muerto fue pegado a una ficha en el Museo Británico en marzo de 1846. Sin embargo, en marzo de 1850 se descubrió que estaba vivo.  El escritor canadiense Grant Allen observó: 

Las autoridades del Museo ordenaron a nuestro amigo un baño caliente (¿quién puede decir en lo sucesivo que la ciencia es insensible?), tras lo cual el agradecido caracol, despertándose al contacto con la humedad familiar, sacó la cabeza con cautela de su concha, caminó hasta la parte superior de la palangana y comenzó a realizar un rápido reconocimiento de las instituciones británicas con sus cuatro tentáculos con ojos. Una recuperación tan extraña de un largo estado de letargo, sólo igualada por la de los Siete durmientes de Éfeso, merecía un reconocimiento científico excepcional.

El espécimen del museo fue luego transferido a un gran frasco de vidrio donde vivió durante dos años más, subsistiendo principalmente de hojas de repollo. Durante este período volvió a entrar con éxito y salió del letargo una vez más.
Más tarde se demostró que la especie podía sobrevivir en animación suspendida sin comida ni agua durante más tiempo. Como parte de un experimento, en 1904 se colocaron 40 caracoles en una caja de hojalata. Aproximadamente 8 años después, en 1912, se encontró que 10 de ellos todavía estaban vivos. 